# Kazimierz Grudzielski

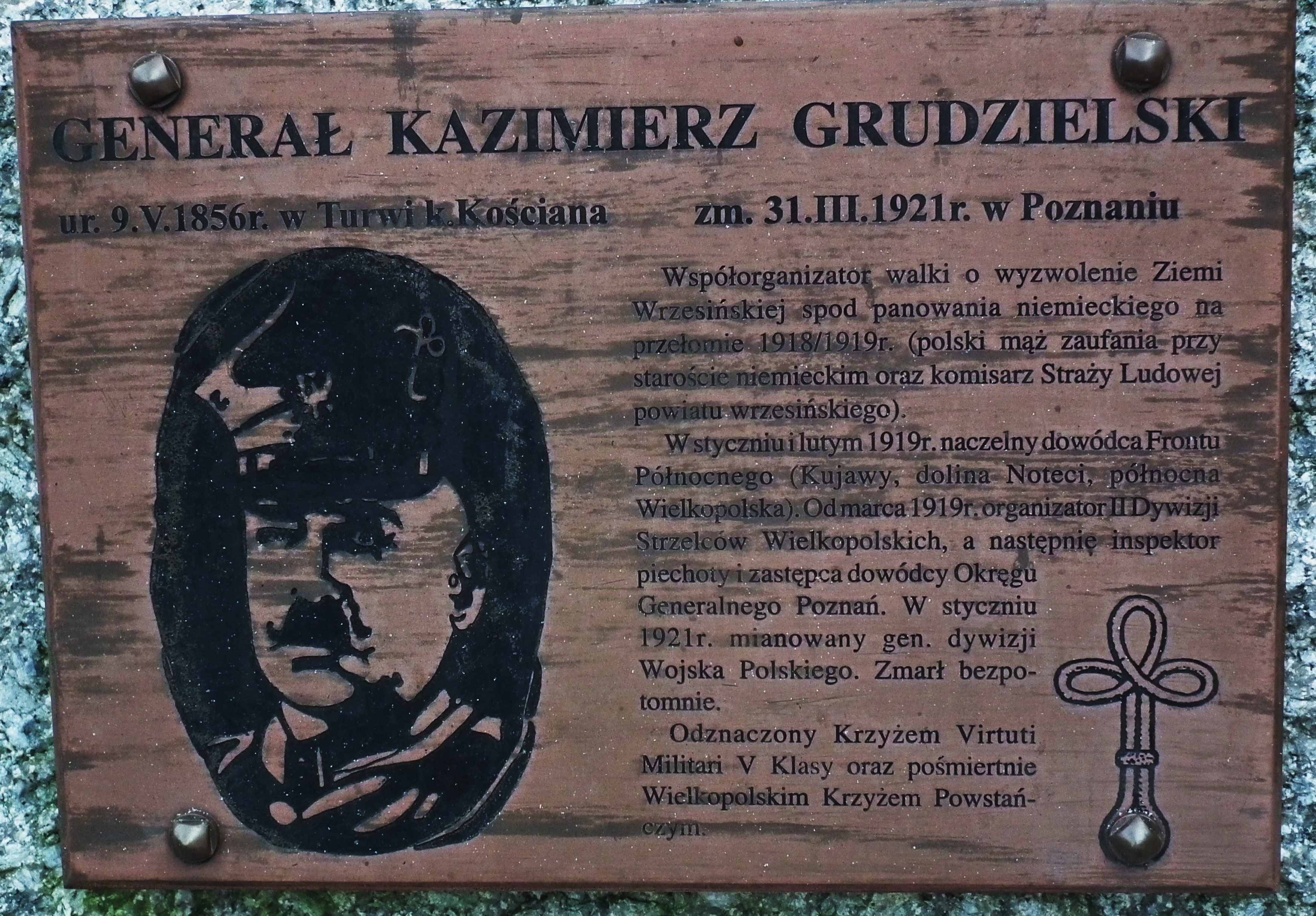
Tablica na głazie w Gozdowie

Kazimierz Grudzielski (ur. 9 maja 1856 w Turwi, zm. 31 marca 1921 w Poznaniu) – generał porucznik Wojska Polskiego, działacz niepodległościowy, kawaler Orderu Virtuti Militari.

## Życiorys
Urodził się 9 maja 1865 w Turwi, w rodzinie Wojciecha, administratora majątku i Alfonsyny de Morin. Ukończył gimnazjum w Poznaniu, po czym wstąpił do uczelni wojskowej. Od 1878 był żołnierzem zawodowym w armii niemieckiej, w 1880 mianowany podporucznikiem. W 1914 jako podpułkownik otrzymał rozkaz mobilizacji straży granicznej w obwodzie Monschau nad granicą belgijską. 2 września 1917 przeszedł w stan spoczynku i zamieszkał w Opieszynie koło Wrześni.
12 listopada 1918 Powiatowa Rada Ludowa powierzyła mu funkcję polskiego kontrolera przy landracie we Wrześni. Po wybuchu powstania wielkopolskiego był komendantem Straży Ludowej na powiat wrzesiński, dowódcą odcinka północno-wschodniego z nominacji Dowództwa Generalnego w Poznaniu, dowódcą II Okręgu Wojskowego. Kierował działaniami powstańców pod Szubinem, po klęsce dowodził zorganizowaną w trybie alarmowym grupą dyspozycyjną. Doprowadził do wyzwolenia południowo-wschodniej Wielkopolski w połowie stycznia 1919 oraz zdołał utrzymać te tereny w czasie ofensywy niemieckiej w lutym i marcu 1919.
W marcu 1919 zorganizował i objął dowództwo 2 Dywizji Strzelców Wielkopolskich. 11 marca 1919 na wniosek głównodowodzącego Komisariat Naczelnej Rady Ludowej mianował go generałem podporucznikiem. 6 października 1919 został przyjęty do Wojska Polskiego z armii niemieckiej z tymczasowym zatwierdzeniem stopnia generała podporucznika piechoty. Był także inspektorem piechoty przy głównodowodzącym Wojsk Wielkopolskich, dowódcą Twierdzy Toruń. 10 grudnia 1919 został mianowany zastępcą dowódcy Okręgu Generalnego „Poznań”. 1 maja 1920 został zatwierdzony z dniem 1 kwietnia 1920 w stopniu generała podporucznika, w grupie oficerów byłej armii niemieckiej. 3 stycznia 1921 mianowany został generałem porucznikiem z dniem przeniesienia w stan spoczynku – 1 kwietnia 1921. Zmarł 31 marca 1921 w Poznaniu. Został pochowany w Gozdowie pod Wrześnią.
Kazimierz Grudzielski Żonaty od 1901 z Wandą Zofią Joanną Dobrogoyską (ur. 28 marca 1875 w Prusinowie), ich małżeństwo było bezdzietne.

## Ordery i odznaczenia
- Krzyż Srebrny Orderu Wojskowego Virtuti Militari nr 2788[2] – pośmiertnie , 8 kwietnia 1921 „za walki z niemcami w Poznańskiem"[7][8]
- Krzyż Niepodległości z Mieczami – pośmiertnie, 20 lipca 1932 „za pracę w dziele odzyskania niepodległości”[9][10][11]